# Глебовка (Крым)
Гле́бовка (до 1948 года — Ула́н-Эли́; укр. Глібівка, крымскотат. Ulan Eli, Улан Эли) — исчезнувшее село в Черноморском районе Республики Крым, располагавшееся на востоке района, в степной части Крыма, примерно в 3 км восточнее современного села Внуково.

### Динамика численности населения
| - 1806 год — 26 чел. - 1864 год — 9 чел. - 1889 год — 41 чел. - 1892 год — 0 чел. - 1900 год — 60 чел. | - 1905 год — 153 чел. - 1911 год — 100 чел. - 1915 год — 67/20 чел. - 1926 год — 138 чел. |

## История
Первое документальное упоминание села встречается в Камеральном Описании Крыма… 1784 года, судя по которому, в последний период Крымского ханства Эри Эли входил в Тарханский кадылык Козловскаго каймаканства.
После присоединения Крыма к России (8) 19 апреля 1783 года, (8) 19 февраля 1784 года, именным указом Екатерины II сенату, на территории бывшего Крымского ханства была образована Таврическая область и деревня была приписана к Евпаторийскому уезду. После павловских реформ, с 1796 по 1802 год входила в Акмечетский уезд Новороссийской губернии. По новому административному делению, после создания 8 (20) октября 1802 года Таврической губернии, Улан-Эли был включён в состав Яшпетской волости Евпаторийского уезда.
По Ведомости о волостях и селениях, в Евпаторийском уезде с показанием числа дворов и душ… от 19 апреля 1806 года, в деревне Улан-Эли числилось 5 дворов и 26 жителей крымских татар. На военно-топографической карте генерал-майора Мухина 1817 года деревня Уланели обозначена с 5 дворами. После реформы волостного деления 1829 года Улан Эли, согласно «Ведомости о казённых волостях Таврической губернии 1829 года», остался в составе Яшпетской волости. На карте 1836 года в деревне 8 дворов, а на карте 1842 года Улан-Эли обозначен условным знаком «малая деревня» (это означает, что в нём насчитывалось менее 5 дворов).
В 1860-х годах, после земской реформы Александра II, деревню приписали к Курман-Аджинской волости. Согласно «Памятной книжке Таврической губернии за 1867 год», деревня Улан-Эли была покинута в результате эмиграции крымских татар, особенно массовой после Крымской войны 1853—1856 годов, в Турцию и лежала в развалинах, а кроме помещичьей экономии и людей других поселенцев нет. В «Списке населённых мест Таврической губернии по сведениям 1864 года», составленном по результатам VIII ревизии 1864 года, Улан-Эли — владельческая деревня, с 2 дворами и 9 жителями при колодцах. На трёхверстовой карте 1865—1876 года в деревне Улан-Эли показаны 6 дворов. В «Памятной книге Таврической губернии 1889 года», включившей результаты Х ревизии 1887 года, в деревне Улан-Эли числились 8 дворов и 41 житель. Согласно энциклопедическому словарю «Немцы России», в том же году крымскими немцами-лютеранами было основано немецкое поселение на 1600 десятинах земли, но в «…Памятной книжке Таврической губернии на 1892 год» о деревне Улан-Эли, входившей в Киркулачский участок, никаких сведений, кроме названия, не приведено.
Земская реформа 1890-х годов в Евпаторийском уезде прошла после 1892 года; в результате Улан-Эли приписали к Донузлавской волости. Сохранился документ о выдаче ссуды неким Гофману, Шпейеру, Шиллеру и др. под залог имения при деревне Улан-Эли от 1896 года. По «…Памятной книжке Таврической губернии на 1900 год» в деревне числилось 60 жителей в 15 дворах, в 1905 году жителей было 153 (в 1911 году — 100). На 1902 год в деревне работал фельдшер, на 1914 год — лютеранская школа грамотности. По Статистическому справочнику Таврической губернии. Ч.II-я. Статистический очерк, выпуск пятый Евпаторийский уезд, 1915 год, в селе Уллан-Эли Донузлавской волости Евпаторийского уезда числилось 14 дворов (все дворы с землёй) с немецкими жителями в количестве 67 человек приписного населения и 20 — «постороннего», из которых 45 мужчин и 42 женщины. Жители владели 1549 десятинами удобной земли. В хозяйствах имелось 124 лошади, 86 волов, 35 коров и 49 голов мелкого скота. Согласно списку 1915 года «…русских подданных из австрийских, венгерских или германских выходцев» землевладельцев, опубликованном в газете «Таврические губернские ведомости» в апреле 1915 года, при деревне Улан-Эли значилась многочисленная семья Альберт (8 человек), владевшая общим участком в 22 десятины 14 квадратных саженей земли.
После установления в Крыму Советской власти, по постановлению Крымревкома от 8 января 1921 года № 206 «Об изменении административных границ» была упразднена волостная система и образован Евпаторийский уезд, в котором создан Ак-Мечетский район и село вошло в его состав, а в 1922 году уезды получили название округов. 11 октября 1923 года, согласно постановлению ВЦИК, в административное деление Крымской АССР были внесены изменения, в результате которых округа были отменены, Ак-Мечетский район упразднён и село вошло в состав Евпаторийского района. Согласно Списку населённых пунктов Крымской АССР по Всесоюзной переписи 17 декабря 1926 года, в селе Улан-Эли, Ак-Коджинского сельсовета Евпаторийского района, числилось 32 двора, из них 31 крестьянский, население составляло 138 человек, из них 76 немцев, 61 русский, 1 записан в графе «прочие». Согласно постановлению КрымЦИКа от 30 октября 1930 года «О реорганизации сети районов Крымской АССР» был восстановлен Ак-Мечетский район (по другим данным, 15 сентября 1931 года), и село вновь включили в его состав. Вскоре после начала Великой Отечественной войны, 18 августа 1941 года крымские немцы были выселены — сначала в Ставропольский край, а затем в Сибирь и северный Казахстан.
С 25 июня 1946 года Улан-Эли в составе Крымской области РСФСР. Указом Президиума Верховного Совета РСФСР от 18 мая 1948 года Улан-Эли переименовали в Глебовку. 26 апреля 1954 года Крымская область была передана из состава РСФСР в состав УССР. Время включения в состав Кировского сельсовета пока не установлено: на 15 июня 1960 года посёлок уже числился в его составе. Ликвидировано село в период между 1968 годом, когда оно ещё числилось в составе Кировского сельского совета и 1977 годом, когда Глебовка уже числилась в списке упразднённых.